# Pentax MZ-M
Pentax «MZ-M» (В США известен как «ZX-M») — малоформатный однообъективный зеркальный фотоаппарат, производившийся с 1997 до 2005 года в чёрно-серебристом исполнении. Единственная в мире камера оснащённая байонетным креплением Pentax KA2. Основное предназначение камеры — удовлетворить спрос рынка в неавтофокусных 35-мм камерах. Одной из примечательных особенностей камеры является отсутствие встроенной фотовспышки, что нехарактерно для общей политики производителя.

## Основные характеристики
- Режимы: M(ручной), Av(приоритета диафрагмы), Tv (приоритет выдержки) и P(режим программной линии).
- Встроенный экспонометр.
- Экспокоррекция ±3 EV с шагом — 1/2 EV.
- Блокировка экспозиции отдельной кнопкой.
- Автоспуск — 12 сек.
- Электронный затвор из металлических штор с вертикальным ходом 30 — 1/2000 сек, В.
- Питание 6 Вольт: 2 элемента CR2. Дополнительно может быть использован батарейный блок Fg с 4 элементами AA.
- Встроенный моторизированный лентопротяг с возможностью серийной съемки до 2 к/сек.
- Автоматическая зарядка и протяжка плёнки.
- Обратная перемотка плёнки.
- Отображение выдержки и положения диафрагмы в видоискателе с автоподсветкой.
- ЖКИ-дисплей на верхней панели корпуса.
- Репетир диафрагмы (при положении кольца диафрагмы объектива в положении «А»)[1].
- Сменный фокусировочный экран c диагональными клиньями Додена и полем с микропризмами.
- Невозможность управления TTL-вспышками, специально к выходу камеры фирма начала выпуск новой вспышки Pentax AF201SA. Кроме того, камера может работать и с другими вспышками в ручном или программно-автоматическом режиме[1].
- Выдержка синхронизации — 1/100 сек.
- Автоматический (по DX-коду) или ручной ввод чувствительности плёнки (диапазон ручного ввода ISO 6-6400 с шагом в 1/3 ступени).

## Совместимость
«MZ-M» может работать с любыми объективами Pentax. Необходимо учесть лишь тот факт, что существуют объективы рассчитанные для использования с APS-C-камерами. Такие объективы дадут сильнейшее виньетирование.